# Орден Альбрехта Ведмедя
Орден Альберта Ведмедя (нім. Hausorden Albrechts des Bären або Der Herzoglich Anhaltische Hausorden Albrechts des Bären) — заснований у 1836 році як спільний династичний орден трьома герцогами Ангальта з різних гілок роду: Генріхом, герцогом Ангальт-Кетена, Леопольдом IV, герцогом Ангальт-Дессау, та Олександром Карлом, герцогом Ангальт-Бернбурзьким.
Тезка ордена, Альберт Ведмідь, був першим маркграфом Бранденбурга з дому Асканія. Походження його прізвиська «Ведмідь» невідоме.
Спочатку цей орден мав чотири ранги, тобто Великий хрест, командор 1-го класу, командор 2-го класу та лицар (1-го класу). У 1854 році було додано звання лицаря 2-го класу. У 1864 році Леопольд IV, який через вимирання інших гілок родини став одноосібним герцогом Ангальтським, змінив статут, передбачивши, що орден може надаватися мечами.
29 квітня 1901 року, на честь 70-річчя герцога Фрідріха I, до всіх класів ордена була додана корона. Нагрудні зірки ордена залишилися без змін.
Орден все ще існує як династичний орден, де Едуард, принц Ангальтський, є нинішнім великим магістром. В даний час орден має три ранги, тобто Великий Хрест, Командор (чоловіки) або Дама-Командор (жінки), Лицар (чоловіки) або Дама (жінки), а також Медаль за заслуги, пов'язан з цим орденом. Серед нещодавніх лауреатів – інфант Карлос, герцог Калабрії та принцеса Хетеване Багратіон де Мухрані.

## Зовнішні посилання
Офіційний сайт